# Le Rocher du crâne
Pour les articles homonymes, voir Le Rocher.
Le Rocher du crâne est le second tome de la série de bande dessinée L'Épervier.

## Synopsis
Yann a trouvé refuge dans son repaire de Roc'h an Ankou. Mais la grotte pourrait aussi facilement se transformer en piège. Il prépare une sortie, veut récupérer son navire et ses équipiers. Le véritable assassin se débarrasse des témoins indésirables. En possession d'une statuette, il recherche l'emplacement du trésor dans les papiers du Comte. Surpris par sa cousine, il n'hésite pas à la laisser pour morte.
Pour réussir  sa sortie, Yann doit neutraliser le fort Vauban à Camaret. Il vole un laissez-passer, rentre dans le fort. Les frères Pouliquen, ses complices, mettent le feu en ville, créant la panique. Yann prend le commandant du fort en otage, encloue les canons et protège sa fuite. La bande réussit à quitter la grotte sous les yeux impuissants de Monsieur de La Motte. Cha-Ka réapparaît pour détruire les canons des soldats. Il est vivant !

## Personnages
- Yann de Kermeur
- Comtesse Agnès de Kermellec
- Hervé de Villeneuve : cousin d'Agnès
- Marquis de la Motte de Kerdu
- Monsieur de Penhoet
- Marion : prostituée, amoureuse de Yann
- Cha-Ka : indien, frère de sang de Yann
- Morvan : est au service des Kermellec, il a procuré la clé de la chapelle au meurtrier, et veut le faire chanter.
- Main de fer : homme de l'Epervier
- Caroff : borgne, homme de l'Epervier
- Les frères Pouliquen : Job, Arzel, Erwan, Kadou, cupides, spécialistes des explosifs

## Lieux
- Brest
- Fort Vauban à Camaret